# جاك ميدلبرغ
جاك ميدلبرغ  (بالهولندية: Jack Middelburg)‏ كان متسابق دراجات نارية هولندي. نافس في سباقات بطولة العالم لفئة 500 سي سي ولفئة 350 سي سي ولفئة 50 سي سي. توفي إثر حادث تعرض له أثناء سباق مقام في هولندا سنة 1984.

## روابط خارجية
- جاك ميدلبرغ على موقع MotoGP.com (الإنجليزية)